# Montaldo Torinese
Pour les articles homonymes, voir Montaldo.
Montaldo Torinese (en français Montaud) est une commune italienne de la ville métropolitaine de Turin, dans la région Piémont.

## Administration
| Période                                  | Période     | Identité          | Étiquette | Qualité |
| ---------------------------------------- | ----------- | ----------------- | --------- | ------- |
| 11 novembre 1987                         | 14 mai 2001 | Stefano Gaiotti   |           | maire   |
| 14 mai 2001                              | 11 mai 2011 | Giancarlo Vidotto |           | maire   |
| 11 mai 2011                              |             | Valerio Soldani   |           | maire   |
| Les données manquantes sont à compléter. |             |                   |           |         |

### Communes limitrophes
Gassino Torinese, Sciolze, Marentino, Pavarolo, Chieri, Andezeno.